# Église Saint-Nicolas de Stari Banovci
Pour les articles homonymes, voir Église Saint-Nicolas.
L'église Saint-Nicolas de Stari Banovci (en serbe cyrillique : Црква Светог Николе у Старим Бановцима ; en serbe latin : Crkva Svetog Nikole u Starim Banovcima) est une église orthodoxe serbe située à Stari Banovci, dans la province de Voïvodine, dans le district de Syrmie et dans la municipalité de Stara Pazova en Serbie. Elle est inscrite sur la liste des monuments culturels de grande importance de la république de Serbie (identifiant no SK 1345).
L'église est dédiée à la Translation des reliques de saint Nicolas.

## Présentation
L'église a été construite en 1777 ou en 1797, dans l'esprit de l'architecture baroque.
La partition du maître-autel, ornée d'une riche décoration florale, a été réalisée par le sculpteur sur bois Marko Vujatović en 1815. L'iconostase a été peinte en 1836 par Konstantin Lekić, un artiste formé dans l'esprit de la peinture baroque et rococo ; les peintures ont été achevées en 1840 par Živko Petrović, plus proche du classicisme. En plus de fragments de fresques, l'église abrite deux icônes représentant la Mère de Dieu Odigitria, l'une peinte par Mihajlo Jevtić en 1791, l'autre peinte par Nikola Apostolović en 1803.